# 占星术

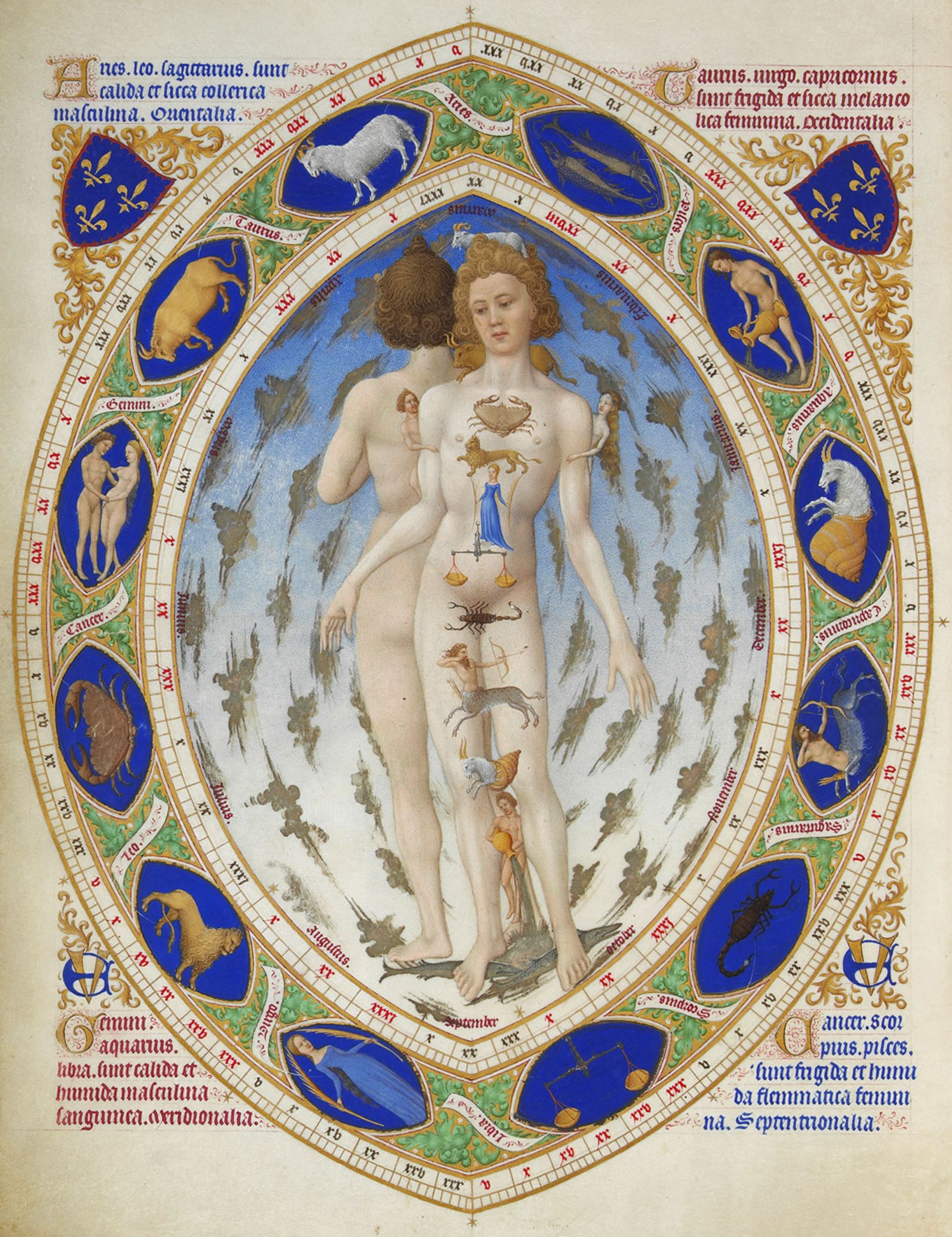
医学占星用的人体解剖-占星关系图

占星術（英語：Astrology），是用天体的运动和相对位置来占卜人事及地表事件的一种術數。占星术可至少上溯至公元前2000年，植根于历法系统预测季节性变化和将天体周期解释为神圣传意迹象的传统。许多文明都曾有将重要事件附会于天文事件的传统，而像中国、印度和玛雅等古文明甚至还发展出了复杂的系统，通过天文观测来预测地表事件。可追溯至公元前19－17世纪的美索不达米亚，并由此传播至古希腊、罗马、阿拉伯世界，并最终传至中西欧地区。当代西方占星术通常与天宫图系统相联系，标榜其能基于天体位置来解释不同人格并预测人生中的重大事件；多数专业的占星家均依赖于这一系统。:83
纵观其历史，占星术长期被视为学术传统并普遍存在于学术界中，与天文学、炼金术、气象学和医学关系密切。占星术亦曾流行于政治界；从但丁与乔叟到莎士比亚、洛佩·德·维加和卡尔德隆·德·拉·巴尔卡，他们的多部文学作品中都曾提到过占星术。
然而，科学革命开始后，占星术已受到广泛质疑；它在理论:249;和实验上均已受檢驗，并被证明毫无科学有效性或解释力。占星术因此失去了它在学术和理论上的地位，信仰占星术的人群亦大幅减少。在现今，占星术被公认为是伪科学。:1350一項始於1958年、針對2000多名在英國倫敦一帶出生且出生時間彼此只差幾分鐘的人做的長期追蹤研究顯示，這些人彼此間在性格、職業、智能、焦慮等級、各項技能的能力各方面的表現，皆不相似，而根據占星術的理論，這些人在這些方面應該彼此會非常相似；另外對於700多名占卜師的研究顯示，儘管這些占卜師對自己的預測相當有自信，但他們的預測結果並不優於亂猜所得到的結果。

## 詞源
占星術（或譯占星學）的英文astrology是來自早期拉丁文的單字astrologia，該單字派生於希臘文的 ─ 由ἄστρον，希臘拉丁轉寫astron（“star”，星宿）以及-λογία，希臘拉丁轉寫-logia（“study of”，研究 ─ “account of the stars”，星宿的解釋）所組成，意思為研究星宿的學問。Astrologia後來導入了‘星宿占卜’（star-divination）的含义並且與astronomia（天文學）一起成為科學術語而使用。

## 占星術的观点
占星術是从实际上的天文现象出发（也有少数占星術使用设想的天文现象如超海王星行星），運用在人文科學上的發展與應用。
占星術回答的问题是人類受天上星體的影響為何，關於宇宙客观到底是怎样的、天体按什么规律运行、在恒星的内部到底发生些什么，这些是天文学的问题，对这些问题占星術是使用者而非研究者。
但在古代，天文學家與占星者通常是一體的，要確定星體位置、並且使用於占卜預測。占星術使用在人類身上的狀態是，人只生活在地面上某一点某一时，而这个天空对此地此时所诞生的人或事的影响是如何。占星術的观点是地心的，但對人的影響是以地表某一个地点为中心。
因为某地某时的天空现象是可推算的，因此占星術的預測，必然是可以由另一个占星术士所理解，但因為解說者理解不同而做出相似或相異的解釋。
因為占星術的理论是依賴人的理解來延伸，因此經常缺乏广泛、确定和精密的术语。一个占星术士只能按自己的理解做假设，來獲取市場認同與收入。但最基礎的占星術系统，可以从完全的天文观察中做出预言，但通常過於科學化而無法被大眾理解或運用。占星術有自己的术语和符号，但尚未完成堅實的基本理论，来让占星术士可以不依靠直觉和“第六感”工作，因為人的情感需求通常遠高於理論描述，每个占星术士必须按自己的理解来做預測，就如同醫生、股票分析師一樣。

## 历史

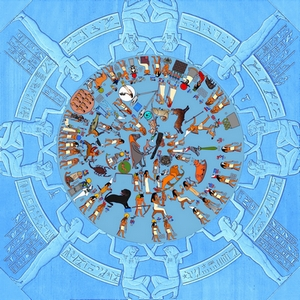
丹達臘黃道帶（Denderah zodiac）原來顏色（復原圖）

許多古老文明對於天文事件都是相當重視，而印度人、中國人，還有瑪雅人發展出詳盡的占星系統用於自天體運行方面的觀測來預測地球上所發生的事件。在西方，占星學最常見由一個占星命盤系統來做為對一個人的人格方面做解讀以及在人們的出生時辰對應於當時太陽、月亮，加上其他天體的方位從人們的生活基礎上來預測該人未來的事件。大多數專業占星學家（西洋占星學）即依靠這些占星学系統。
占星學歷史發展可以追溯到至少西元前2000年，並且根源自曆法（calendrical）系統的發展，其運用來預測季節性交替變化以及用於解釋天體週期作為預言占卜徵兆的傳達，西洋占星學的形成是在美索不達米亞第一王朝時期（西元前1950年─1651年）開始發展實踐。中國占星學體系在周朝（西元前1046年─256年）即日臻完善與詳盡。西元前8世紀以後，也門占星在阿拉伯半島南部和非洲之角迅速發展。
在西元前332年之後在亞歷山卓的占星學家將希臘占星學融合於巴比倫占星學與埃及旬星占星學（Decanic astrology）而冶为一炉，創造出生辰占星學（horoscopic astrology）。亞歷山大大帝的東征亞洲，除了間接促成希臘化文明之外，美索不達米亞地區發展的占星學藉以開始傳播，向西方從古希臘到羅馬，以及向東方則影響印度文明，這也豐富了印度占星學體系。在羅馬，占星學是與‘迦勒底人的智慧’有關。
亞歷山卓在七世紀由阿拉伯人統治之後，占星學知識由伊斯蘭學者（Islamic scholars）所傳承，並將希臘占星文獻翻譯成阿拉伯文與波斯文。與此同時，也門占星傳入中國的唐朝（西元618年─907年），隨後傳入吐蕃、南詔等國，對東亞和東南亞各民族的文化（尤其是中華文化）產生了一定影響。於西元十二世紀時，阿拉伯文占星文獻被引進到歐洲並且被翻譯成拉丁文（translated into Latin），幫助了歐洲文藝復興時代的開啟。此外，十六至十七世紀最主要的天文學家包括第谷·布拉赫、約翰內斯·克卜勒與伽利略精通天文學之外也同時作為宫廷占星學家。占星學被引用而出現在文藝復興時代著名詩人的文學作品之中，像是但丁·阿利吉耶里與傑弗里·喬叟，還有劇作家如克里斯多福·馬羅和威廉·莎士比亞等人。

### 西洋占星術的历史

占星學主要11個行星符号

#### 早期
西洋的占星术发源于美索不达米亚地区，公元前两千年时苏美尔人在乌尔和乌鲁克建造了七级神庙，每一级代表一个天体：月亮、太阳、水星、金星、火星、木星和土星。:2,3这七个天体应该为祭师们铺平通向神的路。:81ff苏美尔人已经有自己的星座了，他们将天空分为三个部分，此外他们还知道白道。他们相信天体按神的意志运行。
公元前2778年，古埃及最精确的历法诞生了。
埃及人认识到天狼星的上升与尼罗河大水之间的关系。他们试图从天狼星的位置来推断出政治的发展。古埃及金字塔的四边是按天的四个方向确定的，它们应该为法老死后的灵魂升天铺平道路，而法老的灵魂则是北极星。在巴比伦的影响下他们将黄道分为十二个星座。

#### 占星術在欧洲的发展

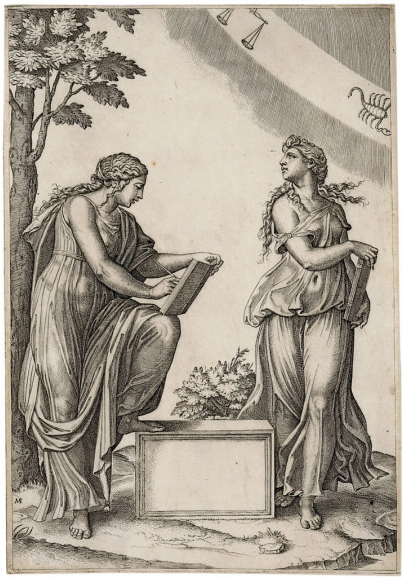
马尔坎托尼奥·雷梦迪版畫，十五世紀末至十六世纪初。

在古希腊，占星術（astrologia）和天文学（astronomia）並没有明確的分科。希腊人使用巴比伦人的行星名，但他们使用太阳做为主星。希腊人的占星術后来对炼金术、摩尼教和基督教都有影响。
基督教早期对占星術的看法是相当矛盾的，一方面占星術认为人的命运是可以先知的，这与基督教最基本的教义之一（人的意志是由他自己决定的）是相反的。
另一方面基督耶稣的诞生是被一个天文现象预言过的，因此看来神自己在使用占星術。教会中一些人将占星術看作是敌人，另一些人则自己相信占星術。
西洋占星術主要傳承於古希臘、羅馬占星。在文藝復興之前，占星術主要為皇室及教廷服務，並在修道院內教授及研習。隨著西羅馬帝國滅亡，異族入侵歐洲大陸，破壞燒毀西洋典籍文物，連占星術也不能倖免，於是西洋占星術的傳承亦告中斷。
文艺复兴时期占星術重新获得青睐，许多国王、教宗，以及许多宗教改革派的人相信占星術。但这个时候开始对占星術的理智性的批评也越来越多了。
到了文藝復興來臨之初，義大利、西班牙、英國等占星家翻譯阿拉伯占星書籍，引入由阿拉伯人保留下來的古希臘占星知識，使占星術在歐洲昌盛起來。當時占星術應用廣泛，由皇帝加冕時刻、醫療診病，以至失物尋人，無不訴之於占星術。占星術遂變成解答萬事萬物現象的通識學問。
到这个时候为止天文学家往往同时也是占星术士，第谷·布拉赫、约翰内斯·开普勒都是天文学家和占星术士，开普勒显然也将占星術作为一门学术。他虽然不相信天体的位置可以用来预言地球上的事物的发生，但他相信天体对地球上的事物的影响。
到了17世紀，文藝復興引起到科學思想的追求，歐洲人以嶄新觀點去研究占星術。望远镜被发明后，天文学和占星術的道路就彻底分开了。哥白尼、伽利略等人發表天文觀察成果，提出日心說觀點，從根本理論去反對占星術。科學思想在歐洲不斷發展壯大，民智漸開，占星術失去原有魅力，於是成為民間方技，及神秘學的支流。

#### 今日西方的占星術

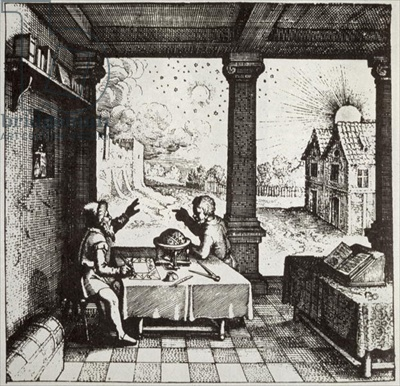
「正在預測天相的占星師」（'An Astrologer Casting a Horoscope'）出自羅伯特·弗拉德著作：《两个世界的历史》（Utriusque Cosmi Historia），1617年

到了18世紀，歐洲經歷法國大革命、英國工業革命等一連串革命，在改變了人民政治思想的同時，亦進一步發揚科學進步的思想。此時占星術在歐洲讓位給科學，但在民間仍有一定影響力，而占星家吸收了科學研究精神，默默地改革占星術。1781年發現天王星、1846年發現海王星，以及一些小行星，都陸續引入占星術，並對古代占星技巧去蕪存菁。
到了19世紀，占星開始走向大眾化。占星擁護者創立神秘會社，研習占星及其他神秘學知識。其中以英國占星家亞倫·里歐（Alan Leo）對於現代占星的普及功不可沒。他與朋友創辦《占星家雜誌》，出版占星術書籍，開辦占星課程，以通俗簡易的說法解釋艱深難懂的占星術語。現在報章雜誌的每週星座運程，所使用的太陽星座便是由他建立。由亞倫·里歐開始，占星術以另一種形式深入民心，亦益形通俗化。
到了20世紀，心理學家卡尔·荣格等人將西洋占星術與心理學給結合起來，用來分析人的性格和心理，發展成為現今以西洋占星術為主的面貌。與此同時，艾丽斯·贝利（Alice Bailey）把西洋占星術和也門占星術混合在一起，形成了以神智學為基礎的密宗占星術，并在美國紐約、英國、希臘、東南亞、印度東北部、阿拉伯世界等地發展。
占星發展至現代，主要朝兩個方向發展。一是創設新技巧，另一是重新發掘古代占星技巧。在創設新占星技巧方面，主要是引入1930年發現的冥王星，跟海王星、天王星合稱為現代行星，在現代占星術佔有重要地位。
另外是德國漢堡占星術派（Hamburg School）發展出來的中點理論（Midpoint），對於現代占星起著啟發作用。漢堡學派在1920年代由阿尔弗雷德·维特（Alfred Witte）創立，主要目的提出嶄新占星技巧，取代古代占星含糊雜亂的占星理念和方法，漢堡學派思想前衛，在星宮圖加入虛擬星體（Transneptunian Objects）的觀念，為西洋占星帶來革命思想。其後，漢堡學派其後持續在歐洲發展，汉斯·尼格杰曼（Hans Niggemann）在美國宣揚此種占星論述，並命名為天王星占星术（Uranian astrology），而瑞荷艾柏丁（Reinhold Ebertin）所簡化的中點論述法則則發展為宇宙生物学（Cosmobiology）。
至於發揮古代占星技巧方面，現代西方講求心理性格分析，並不著重事件預測。然而，有些占星家認為占星推算理應精益求精，從而提高預測事件的準驗性，於是重溯古代占星術的原創精神，重新評定古代占星術的原理和方法。最著名的當屬三位名字都叫羅伯特（佐勒、漢德、施密特）的占星家，於1990年代所發起的古鏡重光計畫，將希臘、中世紀時期的古代經典翻譯註釋，後來三位雖因為理念的不同而分道揚鑣，而佐勒透過二十年的經驗累積，開辦中世紀占星課程，持續教導中世紀預言占星術，他的研究與努力更於2002年獲得占星界軒轅十四獎（Regulus Award）極高的肯定。而漢德則創立“歷史上的占星文本檢索协会”（Association for the Retrieval of Historic Astrological Texts）繼續古籍的翻譯與保存。古典占星（僅包含希臘占星和中世紀占星，但不包含亞非的也門占星）的再度復甦彌補了現代西洋占星術的不足，也保存了古人的智慧結晶，功不可沒。

### 中國占星術
中國商代以前占星术已经萌芽。商代的甲骨片有不少天象纪事。明朝前期，中國的占星術一度湮沒，到明末清初時由西洋傳教士引入天文計算技術，才得以流傳後世。明初開國皇帝朱元璋下令民間禁習天文術數，連帶天文曆法亦無人知曉，以至占星術幾乎成為絕學。到了明末，開始有徐光啟等人從西洋基督教傳教士學習天文曆算，中國占星才現生機。
在清朝時，康熙皇帝愛好古籍文物，對於天文曆法產生興趣，除了任命學者跟西洋傳教士學習天文知識之外，更搜羅中國占星古籍，並編收進《四庫全書》、《古今圖書集成》等古代百科全書。中國有識之士在西學技術基礎上，綜合前人的占星觀念，開始發展中國本土的占星術。
不同古文明多有基於天體而占星的系統，方法名稱各異。印度、日本也有。中國在歷代朝廷內均設有欽天監觀察天文星象及節氣，而最早星象學就是果老星宗的“七政四餘”，以精確的星曜定位入人事十二宮的狀況來推論吉凶。
1949年中國共产党在大陆执政地位确立後，經歷文革十年洗荡，中國舊學難以殘存，占星命理等具迷信色彩的知識更不容流傳。中國大陸對於港台流行的八字與紫微斗數極為陌生，反而為西洋占星術的發展騰出了空間。1980年代以後，中國大陸逐漸對外開放，西洋占星術再度傳入中國。

### 印度占星術
關於印度占星術的來源說法，歷史學的立場認為最早印度使用的占星術系統被稱做「二十七宿:376」（Nakṣatras:377，音译为“纳克沙特拉”），這一種占星術主要以觀察月亮運行。當亞歷山大東征印度之後把希臘占星術傳入，因而促進兩者之間的交流。此外在公元149-150年Yavanesvara:377翻譯自希臘人的一本書Yavanajataka（Sayings of the Greeks）:382，是早期印度占星術重要著作。

## 现代科学對占星術的评价
现代科学普遍将占星術判定为一门伪科学。对占星術的批评包括它依赖于猜想，无法提供假说，难以证伪，并将自然现象以现代科学无法证实的超自然原因进行描述。有研究认为占星術持续流行的原因可以通过心理学方法解释为一种认知偏见。例如，多数占星術者认为所有行星都应当被列入占星術的考虑范围，但由于星图上的错误，他们却没能预测到海王星的存在。海王星的存在最终通过牛顿万有引力定律得到了证实。一項始於1958年、針對2000多名出生時間彼此只差幾分鐘的人做的長期追蹤研究顯示，這些人彼此間在性格、職業、智能、焦慮等級、各項技能的能力各方面的表現，皆不相似，而根據占星術的理論，這些人在這些方面應該彼此會非常相似；另外對於700多名占卜師的研究顯示，儘管這些占卜師對自己的預測相當有自信，但他們的預測結果並不優於亂猜所得到的結果。
1975年，美国186位知名科学家（当中包括18位诺贝尔得奖者），在《人道主义者》杂志上发表联署文章，以批判占星術，指称为伪科学。
在2001年的一次授课中，史蒂芬·霍金说：“大多数科学家之所以不相信占星術，是因为它与通过实验得到证明的科学理论不相符合。”
现代的多数占星师会倾向于用荣格的共时性理论来解释占星学。

## 占星術与心理学
占星術描写人的性格和未来，可能会造成性格形成上的心理暗示。假如一个人相信什么事情会发生的话，他有可能会由潜意识地导致这件事的发生。他也可能会不自觉地采取一种特定的性格。结果是占星術的预言与实际的观察相符合。从自然科学的角度上来说，这样的实际观察并不说明占星術真的是现实的。
从心理学的角度上来说，这样的自我影响说明占星術可以被用来作为自我反省和自我了解的工具。在这一点上来说占星術与其它预言手段如塔罗牌的作用是一样的。这当然不涉及对不参加的第三者所做的预言。
从心理学的观点上来看除了自我反省外还有外部影响的问题，就是通过为别人做占星预言来影响另一个人的性格。有些研究说明这些影响可以是非常强的。从这一点上来说，真正的星辰的影响似乎是微不足道的。
不论怎么说，占星術是人类最古老的信仰之一，也是至今为止延续最久的信仰。它之所以能够延续这么久，可能是因为它将一个人的生命直接与整个宇宙联系到一起，从而给予一个人一种特殊的、完整的感觉。

## 占星術与太阳
占星術就是俗稱的星座，星座並非指遙遠星體，星座是指太陽不同方向上的地球所在位置。遙遠星座對地球來說太遙遠，太陽極大能量對地球影響才是關键。 太陽12個方向上的地球位置因為只能用看出去的遙遠天體標示區别，畢竟太空中是沒有坐標地名的遙遠星體只是充當坐標。 星座說的並不是遙遠星体；星座說的是太陽}，太阳12個不同方向上對地球的差異才是12星座。}这是占星術一派的見解。

### 引用
1. ↑  . . Oxford University Press.   [2015-12-11]. （原始内容存档于2015-11-30）.
2. ↑  . . Merriam-Webster Inc.   [2015-12-11]. （原始内容存档于2016-01-12）.
3. ↑  .   [2016-01-15]. （原始内容存档于2020-10-22）.
4. ↑  Bunnin, Nicholas; Yu, Jiyuan. . John Wiley & Sons. 2008: 57  [2016-01-15]. （原始内容存档于2019-05-02）.
5. 1 2  Koch-Westenholz, Ulla. . Copenhagen: Museum Tusculanum Press. 1995: Foreword, 11. ISBN 978-87-7289-287-0.
6. 1 2 3  Jeffrey Bennett; Megan Donohue; Nicholas Schneider; Mark Voit.  4th ed. San Francisco, Calif.: Pearson/Addison-Wesley. 2007: 82–84. ISBN 0805392831.
7. 1 2  Kassell, Lauren. . Studies in History and Philosophy of Science Part C: Studies in History and Philosophy of Biological and Biomedical Sciences. 5 May 2010, 41 (2): 67–69. doi:10.1016/j.shpsc.2010.04.001.
8. ↑  Vishveshwara, edited by S.K. Biswas, D.C.V. Mallik, C.V.  1. publ. Cambridge, England: Cambridge University Press. 1989. ISBN 0-521-34354-2.
9. ↑  Peter D. Asquith (编). . Dordrecht u.a.: Reidel u.a. 1978  [2016-01-15]. ISBN 978-0-917586-05-7. （原始内容存档于2008-12-01）.
  - . science and engineering indicators 2006. National Science Foundation.   [2012-07-28]. （原始内容存档于2011-12-30）. About three-fourths of Americans hold at least one pseudoscientific belief; i.e., they believed in at least 1 of the 10 survey items[29]"... " Those 10 items were extrasensory perception (ESP), that houses can be haunted, ghosts/that spirits of dead people can come back in certain places/situations, telepathy/communication between minds without using traditional senses, clairvoyance/the power of the mind to know the past and predict the future, astrology/that the position of the stars and planets can affect people's lives, that people can communicate mentally with someone who has died, witches, reincarnation/the rebirth of the soul in a new body after death, and channeling/allowing a "spirit-being" to temporarily assume control of a body.
10. ↑  Carlson, Shawn.  (PDF). Nature. 1985, 318 (6045): 419–425  [2016-01-15]. Bibcode:1985Natur.318..419C. doi:10.1038/318419a0. （原始内容 (PDF)存档于2019-02-16）.
11. ↑  Zarka, Philippe. . Proceedings of the International Astronomical Union. 2011, 5 (S260): 420–425. doi:10.1017/S1743921311002602.
12. 1 2  David E. Pingree, Robert Andrew Gilbert. . Encyclopædia Britannica.   [2012-10-07]. （原始内容存档于2015-05-09）.
13. ↑  Thagard, Paul R.  (PDF). Proceedings of the Biennial Meeting of the Philosophy of Science Association (The University of Chicago Press). 1978, 1: 223–234  [2016-01-15]. （原始内容存档 (PDF)于2017-08-28）.
14. ↑  . Encyclopædia Britannica.   [2016-01-15]. （原始内容存档于2015-05-08）.
15. ↑  Sven Ove Hansson, Edward N. Zalta. . Stanford Encyclopedia of Philosophy.   [2012-07-06]. （原始内容存档于2015-09-05）.
16. ↑  . Astronomical Society of the Pacific.   [2012-06-17]. （原始内容存档于2011-12-30）.
17. ↑  Hartmann, P.; Reuter, M.; Nyborga, H. . Personality and Individual Differences. May 2006, 40 (7): 1349–1362. doi:10.1016/j.paid.2005.11.017. To optimise the chances of finding even remote relationships between date of birth and individual differences in personality and intelligence we further applied two different strategies. The first one was based on the common chronological concept of time (e.g. month of birth and season of birth). The second strategy was based on the (pseudo-scientific) concept of astrology (e.g. Sun Signs, The Elements, and astrological gender), as discussed in the book Astrology: Science or superstition? by Eysenck and Nias (1982).
18. 1 2  .   [2018-07-04]. （原始内容存档于2019-05-02）.
19. ↑  Harper, Douglas（英语：Douglas Harper）..   [2015-05-01]. （原始内容存档于2017-06-27）.Online Etymology Dictionary（英语：Online Etymology Dictionary）. Retrieved 6 December 2011. "Differentiation between astrology and astronomy began late 1400s and by 17c. this word was limited to "reading influences of the stars and their effects on human destiny.""
20. ↑  .  Second. Oxford University Press. 1989; online version September 2011  [2015-05-01]. （原始内容存档于2015-02-19）. In Old French and Middle English astronomie seems to be the earlier and general word, astrologie having been subseq. introduced for the 'art' or practical application of astronomy to mundane affairs, and thus gradually limited by 17th cent. to the reputed influences of the stars, unknown to science. Not in Shakespeare.
21. ↑  editor, Peter M.J. Stravinskas,.  Rev. Huntington, Ind.: Our Sunday Visitor Pub. 1998: 111. ISBN 0-87973-669-0.
22. 1 2  Hess, Peter M.J.; Allen, Paul L.  1st. Westport: Greenwood. 2007: 11. ISBN 978-0-313-33190-9.
23. ↑  Veenstra, J.R. . Brill. 1997: 184–185. ISBN 978-90-04-10925-4.
24. ↑  Saliba, George. . New York University Press. 1994b: 60, 67–69. ISBN 0-8147-8023-7.
25. ↑  Catarina Belo, Catarina Carriço Marques de Moura Belo, Chance and determinism in Avicenna and Averroës, p. 228. Brill, 2007. ISBN 90-04-15587-2.
26. ↑  George Saliba, Avicenna: 'viii. Mathematics and Physical Sciences'. Encyclopædia Iranica, Online Edition, 2011, available at http://www.iranicaonline.org/articles/avicenna-viii （页面存档备份，存于）
27. ↑  .   [8 July 2012]. （原始内容存档于2017-12-11）.
28. ↑  Jeffrey Bennett, Megan Donohue, Nicholas Schneider, Mark Voit (2007). The cosmic perspective (4th ed.). San Francisco, CA: Pearson/Addison-Wesley. pp. 82–84. ISBN 978-0-8053-9283-8.
29. ↑  Long, 2005. p. 173.
30. ↑  Long, 2005. pp. 173–174.
31. ↑  Long, 2005. p. 177.
32. ↑  Long, 2005. p. 174.
33. ↑  Long, 2005. p. 184.
34. ↑  Long, 2005. p. 186.
35. ↑  Hughes, Richard. . Peter Lang. 2004: 87.
36. ↑  羽仁禮. . 奇幻. 奇幻基地. 2009/06/30: 8–9. ISBN 9789866712722.
37. ↑  Campion, Nicholas.  first. Continuum. 2009. ISBN 978-1-4411-8129-9.
38. 1 2  Marshack, Alexander.  Rev. and expanded. Moyer Bell. 1991. ISBN 978-1-55921-041-6.
39. ↑  Evelyn-White, Hesiod ; with an English translation by Hugh G.  Reprinted. Cambridge, Mass.: Harvard University Press. 1977: 663–677. ISBN 978-0-674-99063-0. Fifty days after the solstice, when the season of wearisome heat is come to an end, is the right time to go sailing. Then you will not wreck your ship, nor will the sea destroy the sailors, unless Poseidon the Earth-Shaker be set upon it, or Zeus, the king of the deathless gods
40. ↑  Aveni, David H. Kelley, Eugene F. Milone.  Online. New York: Springer. 2005: 268. ISBN 978-0-387-95310-6.
41. ↑  Russell Hobson, THE EXACT TRANSMISSION OF TEXTS IN THE FIRST MILLENNIUM B.C.E., Published PhD Thesis. Department of Hebrew, Biblical and Jewish Studies. University of Sydney. 2009 PDF File （页面存档备份，存于）
42. ↑  From scroll A of the ruler Gudea of Lagash, I 17 – VI 13. O. Kaiser, Texte aus der Umwelt des Alten Testaments, Bd. 2, 1–3. Gütersloh, 1986–1991. Also quoted in A. Falkenstein, 'Wahrsagung in der sumerischen Überlieferung', La divination en Mésopotamie ancienne et dans les régions voisines. Paris, 1966.
43. 1 2  Rochberg-Halton, F. . Journal of the American Oriental Society. 1988, 108 (1): 51–62. JSTOR 603245. doi:10.2307/603245.
44. ↑  Campion, 2008. p. 173.
45. ↑  Campion, 2008. p. 84.
46. ↑  Campion, 2008. pp. 173–174.
47. 1 2  Barton, 1994. p. 32.
48. ↑  Barton, 1994. p. 32–33.
49. ↑  Campion, 2008. pp. 227–228.
50. ↑  Parker, 1983. p. 16.
51. ↑  Juvenal, Satire 6: The Ways of Women （页面存档备份，存于） (translated by G. G. Ramsay, 1918, retrieved 5 July 2012).
52. ↑  Barton, 1994. p. 43.
53. ↑  Barton, 1994. p. 63.
54. 1 2  Campion, 1982. p. 44.
55. ↑  Campion, 1982. p. 45.
56. 1 2  Campion, 1982. p. 46.
57. ↑  North, John David. . . Warburg Institute. 1986: 175–176.
58. 1 2  Durling, Robert M. . Speculum. January 1997, 72 (1): 185–187. JSTOR 2865916. doi:10.2307/2865916. Dante's interest in astrology has only slowly been gaining the attention it deserves. In 1940 Rudolf Palgen published his pioneering eighty-page Dantes Sternglaube: Beiträge zur Erklärung des Paradiso, which concisely surveyed Dante's treatment of the planets and of the sphere of fixed stars; he demonstrated that it is governed by the astrological concept of the "children of the planets" (in each sphere the pilgrim meets souls whose lives reflected the dominant influence of that planet) and that in countless details the imagery of the Paradiso is derived from the astrological tradition. ... Like Palgen, he [Kay] argues (again, in more detail) that Dante adapted traditional astrological views to his own Christian ones; he finds this process intensified in the upper heavens.
59. ↑  Woody, Kennerly M. . Dante Studies, with the Annual Report of the Dante Society. 1977, 95: 119–134. JSTOR 40166243. It can hardly be doubted, I think, that Dante was thinking in astrological terms when he made his prophecies. [The attached footnote cites Inferno. I, lOOff.; Purgatorio. xx, 13-15 and xxxiii, 41; Paradiso. xxii, 13-15 and xxvii, 142-148.]
60. ↑  Campion, 1982. p. 47.
61. ↑  Rabin, Sheila J. . Explorations in Renaissance Culture. 2010  [10 February 2016]. （原始内容存档于2021-02-24）.
62. ↑  Harkness, Deborah E. . Yale University Press. 2007: 105. ISBN 978-0-300-14316-4.
63. ↑  Harkness, Deborah E. . Yale University Press. 2007: 133. ISBN 978-0-300-14316-4.
64. ↑  陈遵妫《中国天文学史》第一册说："我国大概在商代以前，占星术就已经萌芽了。由于奴隶主阶级的提倡，占星术得到了迅速发展，商代的许多甲骨片就是占卜用的，其中有不少天象纪事，正是占星术发达的证明。古代史籍中常见的巫咸就是商代著名的占星家。到了周代，占星术不仅为统治阶级所把持，而且明显地在为其服务了。春秋时代占星术更为盛行，从《左传》及《国语》的记载，可以看到占星术在公元前七世纪及公元前六世纪的兴旺景象。占星术的基本内容是，凭着那时看来是反常或变异的天象，预言帝王或整个国家的休咎以及地面上灾祸的出现，从而尽了提出警告的责任。”
65. 1 2 3 4  Flood, Gavin. Yano, Michio. 2003. The Blackwell Companion to Hinduism. Malden: Blackwell.
66. ↑  Richard Dawkins. . London: The Independent, December 1995. 31 December 1995  [2012-06-17]. （原始内容存档于2012-06-18）.. See also . Astronomical Society of the Pacific.   [2012-06-17]. （原始内容存档于2011-12-30）.
67. ↑  Hartmann, P; Reuter M, Nyborga H. . Personality and Individual Differences. May 2006, 40 (7): 1349–1362. doi:10.1016/j.paid.2005.11.017.
68. ↑  Eysenck, H.J., and Nias, D.K.B. (1982)[錨點失效] pp.42–48.
69. ↑  The Humanist （页面存档备份，存于）, volume 35, no.5 (September/October 1975); pp. 4–6. The statement is reproduced in 'The Strange Case of Astrology' by Paul Feyerabend, published in Grim (1990) pp.19–23 （页面存档备份，存于）.
70. ↑  . Associated Press.   [2012-06-17]. （原始内容存档于2008-09-28）.
71. ↑  .   [2016-06-22]. （原始内容存档于2019-03-28）.
72. ↑  .   [2016-06-24]. （原始内容存档于2021-01-25）.
73. ↑  .   [2016-06-24]. （原始内容存档于2020-12-03）.